# Национальный университет Комауэ
Национальный Университет Комауэ — высшее учебное заведение в провинциях Неукен и Рио-Негро на западе Аргентины. Университет основан в 1972 году.

## Факультеты
- Факультет наук воспитания
- Факультет Туризма
- Факультет аграрно-индустриальных наук
- Факультет Медицины
- Факультет общественных наук и права
- Факультет техники
- Факультет гуманитарных наук
- Факультет экономики и администрации